# Александро-Ошевенский монастырь
Успе́нский Алекса́ндро-Ошеве́нский монасты́рь — действующий мужской православный монастырь Плесецкой епархии Русской православной церкви, расположенный в селе Погост (Ошевенское) Каргопольского района Архангельской области России.

## История
Монастырь был основан в 1460-е годы преподобным Александром Ошевенским (1427—1479, в миру — Алексей, в юношеском возрасте он принял пострижение в Кирилло-Белозерском монастыре). О возникновении обители свидетельствует житие его основателя. По совету своего отца, переселившегося в каргопольские земли, преподобный Александр Ошевенский пришёл на реку Чурьюгу и здесь в сорока четырёх верстах от Каргополя устроил пустынь на месте дикого леса. Строительство вёл его отец — Никифор Ошевень. Уже при жизни преподобного был возведён первый монастырский храм — Никольский.
После кончины преподобного Александра обитель начала приходить в упадок. Монастырь опустел, в нём осталось только 5 пожилых монахов. Положение стало меняться к лучшему с 1488 года, когда в игумены монастыря был возведен сын местного священника Максим, управлявший обителью до 1531 года. При нём возросло число братии, увеличились монастырские земельные владения, была построена ещё одна церковь — в честь Успения Богородицы. В дальнейшем монастырь часто подвергался различным бедам: в середине XVI века обитель хотел «разорити» воевода И. М. Юрьев, родственник жены Ивана IV Анастасии. Инокам пришлось вести земельную тяжбу с крестьянами; не раз в XVI—XVIII веках горели церкви, роптали монахи.
После пожара, случившегося 6 мая 1706 года, в 1707 году началось строительство сохранившегося каменного двухэтажного Успенского храма.

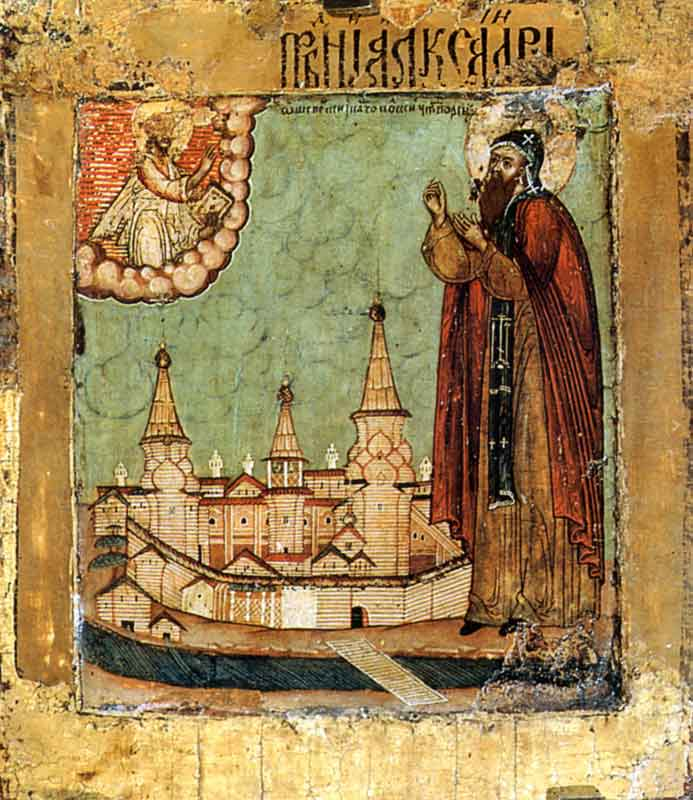
Преподобный Александр Ошевенский. Икона Соловецкого монастыря. (вторая половина XVII в., хранится в музее «Московский Кремль»)

В 1834 году возведён существующий ныне надвратный Никольский храм.
Ошевенская обитель имела громадное значение для местного края и воспитала шесть обителей. Из неё вышел Пахомий Кенский (бывш. Кенский монастырь), воспитавший Антония Сийского (Троицкий Сийский монастырь); преподобный Кирилл, основатель Сырьинской обители, и другие подвижники, основавшие давно уже не существующие обители.
Перед революцией монастырь имел довольно развитое хозяйство: скот, пахотные и сенокосные земли, лесные наделы, рыбный промысел.
В 1928 году обитель прекратила существование. В 1928 году рака с мощами преподобного Александра Ошевенского в присутствии местных жителей, представителей волостного и уездного Советов была вскрыта. Монастырский собор был разграблен и к середине XX века превращён в развалины.
В конце 1960-х годов был затронут вопрос о реставрации монастыря, которая не была осуществлена.
Ряд его построек использовался до 70-х годов под хозяйственные нужды (в монашеском корпусе была школа).
В настоящее время обитель находится в самом начале пути восстановления и нуждается в срочной помощи.
С 1907 года монастырь имел собственное подворье в Санкт-Петербурге с часовней в честь святого Пантелеимона. Монахи покинули подворье в 1919, а окончательно закрыто оно было в январе 1931.
15 марта 2001 года епископ Архангельский и Холмогорский Тихон благословил воссоздание монашеской общины Александро-Ошевенского монастыря и организацию восстановительных работ. Первым настоятелем современного периода стал иеромонах Феодосий (Змушко), который очистил монастырь от мусора, отремонтировал часовню, оживил деятельность прихода, открыл воскресную школу. Но в июне 2002 году он покинул монастырь в связи с болезнью. В 2008 году исполняющим обязанности наместника монастыря был назначен иеромонах Киприан (Чухлеб). При нём были проведены работы по реконструкции крыши Никольского надвратного храма, где весной 2009 года был установлен иконостас и стали совершаться богослужения, были начаты работы по восстановлению построек монастыря. В братском корпусе были утеплены и благоустроены две келии. Отремонтирована колокольня Успенского собора, приобретены колокола. В апреле 2016 года иеромонах Киприан подал прошение об освобождении от занимаемой должности в связи с болезнью. Прошение было удовлетворено. 1 августа 2016 года наместником монастыря митрополитом Архангельским и Холмогорским был назначен игумен Феодосий (Курицын).
Новоназначенный епископ Плесецкий и Каргопольский Александр, посетивший монастырь 21 мая 2017 года, сказал: «Это было моё первое архиерейское богослужение в Александро-Ошевеской обители и я с уверенностью могу сказать, что в этом — единственном сохранившемся надвратном храме монастыря ни разу не служил ни один архиерей: там же неудобно всё! Лестница крутая и низкий потолок. А так, будь я чуть повыше ростом — и мне было бы не пройти по лестнице в полном облачении.<…> Для себя я вижу определённые направления деятельности в отношении реставрации и восстановления монастыря. Надобно встречаться с руководителем фонда по восстановлению обители. Я примерно представляю, в каком направлении надо двигаться и будем двигаться. С Божьей помощью и помощью государства нужно начать восстановление. Надеюсь, что и закончить».

## Архитектура

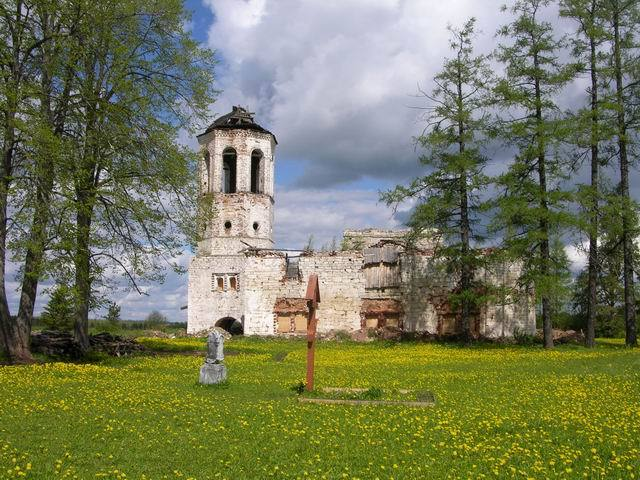
Успенский собор. 1707 год.

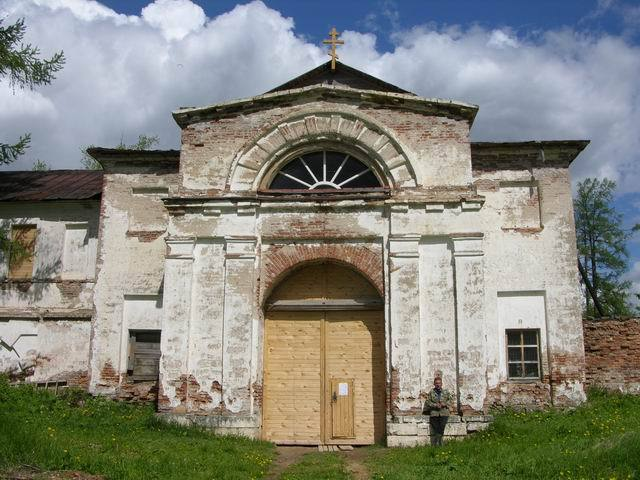
Надвратная церковь святого Николая Чудотворца. 1834 год.

- Собор Успения Пресвятой Богородицы (1707 год) — главный храм монастыря. Ранее это был большой двухэтажный храм с шестью приделами и колокольней. Сегодня он в руинах — от него остались только внешние станы, последние остатки сводов могут в любой момент рухнуть. Собор нуждается в проведении неотложных противоаварийных работ. В правом приделе нижнего храма под спудом почивают мощи основателя монастыря Александра Ошевенского.
- Надвратная церковь Николая Чудотворца (1834 год). В ней совершаются регулярные богослужения.
- Каменная ограда с башенками.
- Колодец, выкопанный самим Александром Ошевенским. Когда-то над колодцем была уникальная часовенка.
- Монастырский корпус — в нём сейчас живут монахи.
- Игуменский корпус (законсервирован).
- церковь Покрова Божией Матери (не сохранилась). деревянная шатровая церковь в стиле «дивного узорочья». Сохранился только остов фундамента в форме креста[6].

## Памятные места
Вокруг монастыря есть ряд мест, связанных с именем Александра Ошевенского:
- два камня-следовика с углублениями, похожими на отпечаток человеческой ступни. Эти валуны-«следовики» напоминают о культе священных камней, который некогда был широко распространён у финно-угров. По преданию, «следы» на камнях были оставлены преподобным Александром, поэтому прикосновение к ним обладает целительной силой. Паломники, ходившие в монастырь, босою ногою становились в эти «следы», веря в скорое избавление от болезней.
- источник, над которым поставлен небольшой деревянный крест. Отсюда берёт начало Александровский ручей, впадающий в озеро того же названия. Святым этот родничок считается потому, что у него останавливался во время своего пути преподобный Александр.
- исчезающая речка Халуй уходит под землю на одном конце деревни Халуй, а выходит — на другом, километрах в полутора от места ухода. Перед тем, как уйти, река разделяется на два рукава. Вода левого входит в тупик с обрывистым берегом и исчезает в этой воронке. Там наверху стоит крест, обвешанный приношениями. Правый рукав иного характера: вода в нём течёт, течёт и вдруг — всё, только пена.

## Галерея

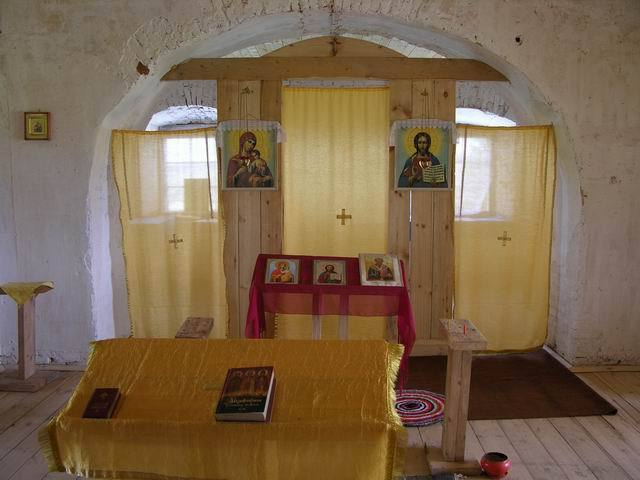
Интерьер Никольской церкви
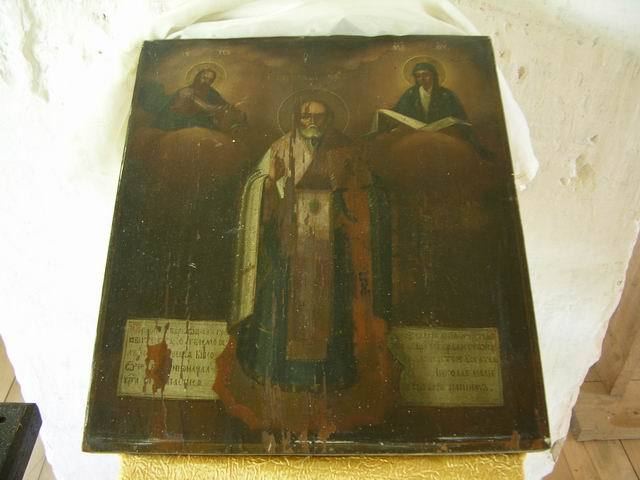
Икона в Никольской церкви
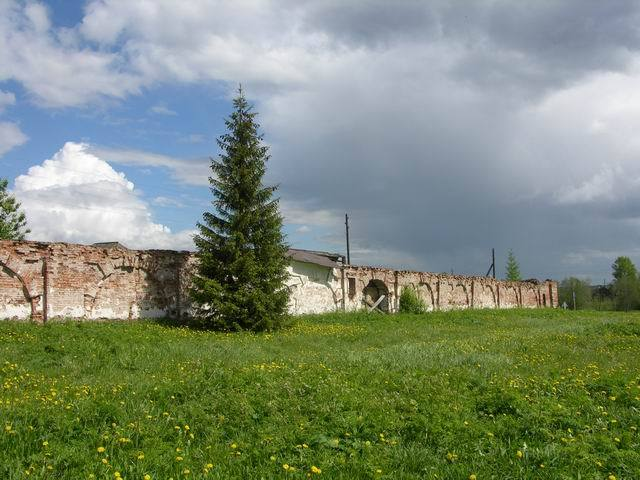
Монастырская ограда
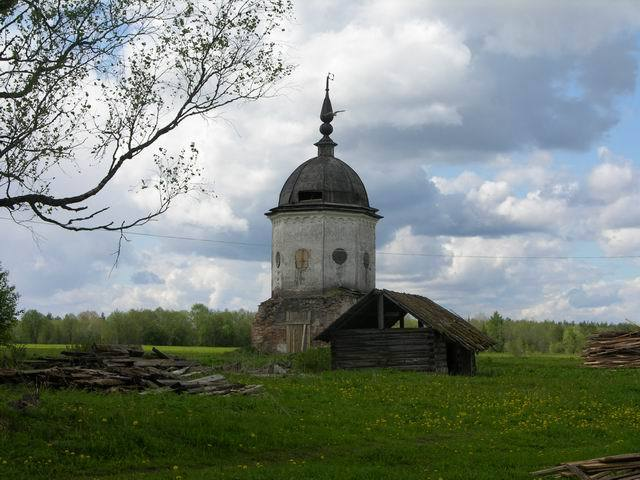
Башня ограды монастыря